# Heterarmia farracearia
Heterarmia farracearia är en fjärilsart som beskrevs av John Henry Leech 1897. Heterarmia farracearia ingår i släktet Heterarmia och familjen mätare. Inga underarter finns listade i Catalogue of Life.